# Walter Gilbert
Walter Gilbert (IPA: /ˈwɔːltə ˈgɪlbət/) là một nhà hoá sinh, nhà vật lý, nhà sinh học phân tử người Mỹ, đã đoạt giải Nobel Hóa học năm 1980.

## Cuộc đời và Sự nghiệp
Gilbert sinh ngày 21 tháng 3 năm 1932 tại Boston, Massachusetts trong một gia đình gốc Do Thái. Ông học tại các trường Sidwell Friends School, Đại học Harvard và Đại học Cambridge. Cùng với Allan Maxam ông đã triển khai một phương pháp mới sắp xếp các DNA thành chuỗi. Ông tìm cách đạt tới việc tổng hợp insulin đầu tiên, nhưng thất bại trước cách làm của công ty Genentech trong đó công ty này dùng các gen gom lại từ các nucleotide hơn là từ các nguồn tự nhiên.
Năm 1979, Gilbert được Đại học Columbia trao Giải Louisa Gross Horwitz chung với Frederick Sanger. Năm sau, ông đoạt giải Nobel Hóa học (1980) chung với Frederick Sanger và Paul Berg.
Ông là người đồng sáng lập các công ty kỹ thuật sinh học (biotech) Biogen và Myriad Genetics, đồng thời là chủ tịch đầu tiên của ban giám đốc các công ty này. Ông cũng là một Ủy viên Hội đồng quản trị Khoa học ở The Scripps Research Institute. Hiện nay Gilbert là chủ tịch của Harvard Society of Fellows (Hội thành viên nổi tiếng của Đại học Harvard).
Ông trở lại Harvard vào năm 1956 và được bổ nhiệm làm trợ lý giáo sư vật lý vào năm 1959. Trong thời gian làm việc ở đây, bà Celia (vợ của Gilbert) đang làm việc cho James Watson, nên ôngquan tâm đến sinh học phân tử. Sau đó, ông cùng Watson điều hành phòng thí nghiệm chung của họ những năm 1960, cho đến khi Watson rời khỏi Phòng thí nghiệm Cold Spring Harbor.
Năm 1964, ông được thăng chức phó giáo sư lý sinh học và năm 1968 trở thành giáo sư sinh hóa học. Năm 1987, ông đề xuất khởi đầu Genome Corporation (công ty bộ gen) để sắp xếp bộ gen và bán quyền truy cập thông tin. Trong một ý kiến đăng trên tờ "Nature" (tự nhiên) năm 1991, ông đã nêu ý tưởng xây dựng trình tự bộ gen người, biến đổi một phần ngành sinh học thành một lĩnh vực kết hợp với tin học, sau này thành bộ môn in silico.
Năm 1996, Gilbert và Stuart B. Levy thành lập công ty Dược phẩm Paratek và là Chủ tịch cho đến năm 2014.

## Đóng góp chính

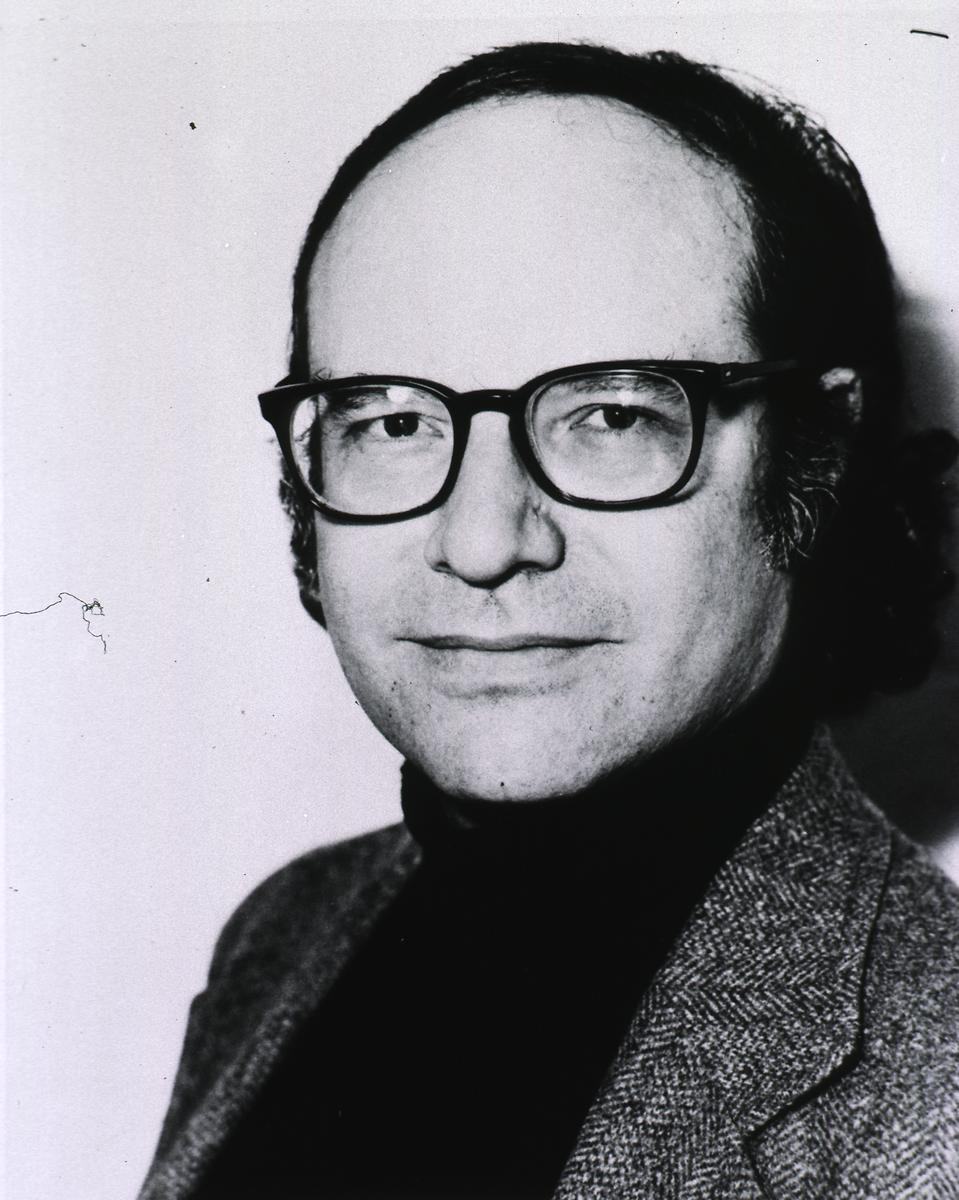
Chân dung Walter Gilbert (từ Thư viện Y khoa Quốc gia)

- Cùng với Allan Maxam, Gilbert đã phát triển một phương pháp giải trình tự DNA mới (DNA sequencing) mà có người dịch là phương pháp Dideoxy dựa trên phương pháp của Andrei Mirzabekov.[6][13]
- Ông cũng có cách tiếp cận tới việc tổng hợp insulin nhân tạo thông qua DNA tái tổ hợp. Ông là người đầu tiên đưa ra thuật ngữ chỉ sự tồn tại của intron và exon trong một bài báo năm 1978 "News and Views" do Nature ấn hành.[14]
- Walter Gilbert cũng là người đầu tiên đề xuất giả thuyết thế giới RNA về nguồn gốc sự sống,[15][16] dựa trên ý tưởng của Carl Woese đưa ra lần đầu năm 1967.

## Giải thưởng
- Giải Charles Léopold Mayer của Viện Hàn lâm Khoa học Pháp 1977
- Giải Louisa Gross Horwitz 1979
- Giải quốc tế Quỹ Gairdner 1979
- Giải Albert Lasker cho nghiên cứu Y học cơ bản 1979
- Giải Nobel Hóa học 1980